# 曲阜路駅
座標: 北緯31度14分41秒 東経121度28分1秒 / 北緯31.24472度 東経121.46694度
曲阜路駅（きょくふろえき）は中華人民共和国上海市静安区に位置する上海軌道交通8号線および12号線の駅である。

## 利用可能な鉄道路線
上海軌道交通
■8号線
■12号線

## 駅構造
両線ともに島式ホーム1面2線の地下駅。

## 沿革
- 2007年12月29日　8号線開通に伴い、開業。
- 2014年5月10日　12号線天潼路 - 当駅間が延伸開業[1]。

## 隣の駅
上海地下鉄
■8号線
中興路駅 - 曲阜路駅 - 人民広場駅
■12号線
漢中路駅 - 曲阜路駅 - 天潼路駅